# Charlotte Radcliffe
Charlotte Helen Radcliffe (ur. 3 sierpnia 1903 w Garston, zm. 12 grudnia 1979 w Liverpoolu) – angielska pływaczka z pierwszej połowy XX wieku reprezentująca Wielką Brytanię, medalistka igrzysk olimpijskich.
Podczas VII Letnich Igrzysk Olimpijskich w Antwerpii w 1920 roku, szesnastoletnia Radcliffe wystartowała w  dwóch konkurencjach pływackich. W wyścigu na 100 metrów stylem dowolnym z nieznanym czasem zajęła siódme miejsce w drugim wyścigu eliminacyjnym, co nie pozwoliło jej awansować do finału. W kobiecej sztafecie 4 × 100 m stylem dowolnym wystartowały jedynie trzy ekipy. Brytyjki z James na trzeciej zmianie zajęły drugie miejsce
Radcliffe reprezentowała liverpoolski klub Garston SC. Była cioteczną babką innej brytyjskiej sportsmenki, biegaczki długodystansowej Pauli Radcliffe.